# Kerstin Kowalski
Kerstin Kowalski (25 de enero de 1976 en Potsdam-Babelsberg) es una remera alemana. Se casó con el también remero Iradj El Qalqili. En los Juegos Olímpicos de Sídney 2000 remó junto a su hermana gemela Manja.

## Biografía
Junto a su hermana ganó la medalla de oro en el año 2000 en el cuádruple scull (además de las dos hermanas también remaron Meike Evers y Manuela Lutze. Cuatro años más tarde, en los Juegos Olímpicos de Atenas 2004 volvió a ganar la medalla olímpica, en esta ocasión junto a Kathrin Boron, Meike Evers y Manuela Lutze.